# Roberto Pereyra
Roberto Maximiliano Pereyra (* 7. Januar 1991 in San Miguel de Tucumán) ist ein argentinischer Fußballspieler, der aktuell bei AEK Athen unter Vertrag steht.

## Karriere

### Im Verein

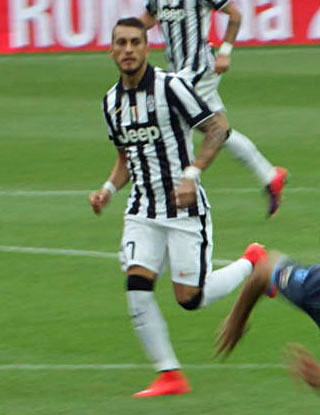
Pereyra im Trikot von Juventus Turin (2015)

Pereyra begann seine Karriere 2009 beim CA River Plate, in dessen Jugend er drei Jahre lang spielte. Nachdem er in der Rückrunde seiner ersten Profisaison zu einem Einsatz gekommen war, erhielt er in der folgenden Spielzeit regelmäßige Spielzeiten. In seiner zweiten kompletten Saison für River Plate wurde Pereyra Stammspieler und absolvierte 29 Partien. 2011 wurde er dann vom italienischen Erstligisten Udinese Calcio unter Vertrag genommen. In seiner ersten Saison in Italien, in der er jedoch lediglich elf Partien absolvierte, konnte er mit Udinese den dritten Platz erreichen und somit die Qualifikation für die Champions League erreichen, in der man allerdings Sporting Braga unterlag. In der Spielzeit 2012/13 konnte sich Udinese, diesmal mit Pereyra als Stammspieler, als Fünfter erneut für den internationalen Wettbewerb qualifizieren.
Nach einer enttäuschenden Saison, an dessen Ende man 13. wurde und der langjährige Trainer Francesco Guidolin zurücktrat, erfolgte Pereyras nächster Karriereschritt nach 84 Liga-Partien und acht Toren für Udinese: Für eine Gebühr von 1,5 Millionen Euro wechselte er auf Leihbasis mit Kaufoption zu Juventus Turin. Mit Juve gewann Pereyra unter Massimiliano Allegri die Meisterschaft und den Pokal und stand im Finale der Champions League. Er kam dabei auf 35 Liga- (vier Tore), vier Pokal- (zwei Tore) und zwölf Champions-League-Einsätze (kein Tor). Zur Saison 2015/16 wurde Pereyra schließlich für 14 Mio. Euro fest verpflichtet und mit einem Vertrag bis zum 30. Juni 2020 ausgestattet.
Im August 2016 wechselte Roberto Pereyra zum FC Watford in die englische Premier League, wo er einen Vertrag über fünf Jahre erhielt. Die Ablösesumme lag bei 13 Millionen Euro plus mögliche Boni in Höhe von zwei Millionen Euro.
Im Sommer 2020 wechselte Pereyra zurück zu Udinese Calcio. Für die Italiener absolvierte er in den folgenden 4 Jahren 119 Ligaspiele und erzielte dabei 17 Tore.
Mitte Juli 2024 verließ er Italien und wechselte zu AEK Athen nach Griechenland.

### In der Nationalmannschaft
Pereyra absolvierte vier Spiele für die argentinische U20-Nationalmannschaft während der U20-Weltmeisterschaft 2011 in Kolumbien. Zwischen 2014 und 2019 absolvierte er ebenso 19 Länderspiele für die A-Nationalmannschaft, mit welcher er an der Copa América 2015 und Copa América 2019 teilnahm.

## Erfolge
- Italienischer Meister: 2014/15, 2015/16
- Italienischer Pokalsieger: 2014/15, 2015/16
- Italienischer Supercupsieger: 2015